# Skolmästare

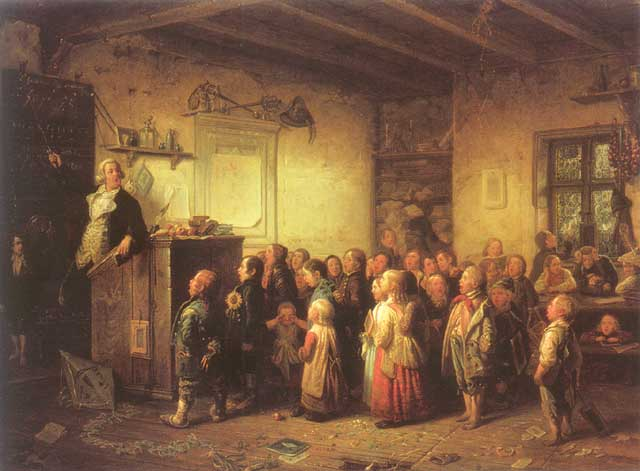
Preussisk skolmästare, målning 1845 av Johann Peter Hasenclever.

Skolmästare var titeln på rektor eller skolledare under medeltiden. Högst status hade riksskolmästaren, och i städerna fanns respekterade stadsskolmästare. Under 1600-talet kom ordet "skolmästare" att avse lärare. 
När undervisningen på 1800-talet nådde ner till underklassen sjönk skolmästarens sociala ställning ytterligare. Kraven på en lärare var ytterligt rudimentära; det kunde vara en läskunnig pensionerad soldat, eller en handikappad människa, som annars inte ansågs kunna göra så stor nytta. 
Efter att titelbenämningen nästan blivit ett skällsord - "skolmästaraktig"- försvann användandet.